# Religião na República da Irlanda
Religião na República da Irlanda em 2016
A religião predominante na República da Irlanda é o cristianismo, sendo que a extensa maioria é adepta da Igreja Católica Romana, embora não seja a religião oficial.
Segundo o censo de 2011, 84,2% dos irlandeses se identificam como católicos romanos, 2,8% é fiel à Igreja da Irlanda, 5,9% não têm religião e outros são 3,4%.

## Cristianismo
O cristianismo é a maior religião na República da Irlanda, com base no registro de batismos. No cristianismo irlandês predomina a Igreja Católica Romana, com seus seguidores representando 84,2% da população. A maioria das igrejas são organizadas em uma base que inclui tanto a Irlanda do Norte como a República da Irlanda.
Os santos padroeiros da Irlanda para os católicos e anglicanos são São Patrício, Santa Brígida e São Columba. São Patrício é o único dos três que é habitualmente reconhecido como o santo padroeiro. O dia de São Patrício é comemorado na Irlanda e no exterior em 17 de março.
A ortodoxia oriental na Irlanda é representada principalmente por imigrantes recentes de países do leste europeu, como a Roménia, Rússia ou Ucrânia, e é responsável por 1% da população.
Existem minorias protestantes, que, somadas as denominações, constituem aproximadamente 5% da população, sendo a maioria(2,8%) da Igreja da Irlanda, da Comunhão anglicana.

## Sem religião
De acordo com o último censo, ocorrido em 2011, o número de pessoa que não se diz ser de alguma religião é de 7,6%, sendo menos de 0,1%(0,09%) dos irlandeses ateus e quase o mesmo número agnósticos, 0,08%. No entanto, 5,9% da população diz não possuir religião.

## Outras religiões
As outras religiões formam menos de 2% da população, cerca de 87157 pessoas. A maior parte das pessoas dessas religiões são muçulmanas, hindus ou budistas.
| Religião                                                     | Número  | Percentagem |
| Cristianismo                                                 | 4150944 | 90.47       |
| ------------------------------------------------------------ | ------- | ----------- |
| Igreja Católica                                              | 3861335 | 84.16       |
| Igreja da Irlanda (anglicana)                                | 129039  | 2.81        |
| Ortodoxos                                                    | 45223   | 0.99        |
| Presbiterianos                                               | 24600   | 0.54        |
| Pentecostais                                                 | 14043   | 0.31        |
| Metodistas                                                   | 6842    | 0.15        |
| Testemunhas de Jeová                                         | 6149    | 0.13        |
| Luteranos                                                    | 5683    | 0.12        |
| Protestantes de outras linhas                                | 5326    | 0.12        |
| Evangelicalismo                                              | 4188    | 0.09        |
| Batistas                                                     | 3531    | 0.08        |
| Igreja de Jesus Cristo dos Santos dos Últimos Dias (Mórmons) | 1284    | 0.03        |
| Católicos não praticantes                                    | 1279    | 0.03        |
| Quakers                                                      | 925     | 0.02        |
| Irmãos                                                       | 336     | 0.01        |
| Outras denominações cristãs                                  | 41161   | 0.9         |
| Religiões não cristãs                                        | 87,157  | 1.9         |
| Islamismo                                                    | 49204   | 1.07        |
| Hindus                                                       | 10688   | 0.23        |
| Budistas                                                     | 8,703   | 0.19        |
| Judeus                                                       | 1984    | 0.04        |
| Panteístas                                                   | 1940    | 0.04        |
| Bahá'í                                                       | 520     | 0.01        |
| Outras religiões                                             | 14118   | 0.31        |
| Não religiosos e sem resposta                                | 350151  | 7.63        |
| Sem religião                                                 | 269811  | 5.88        |
| Ateus                                                        | 3905    | 0.09        |
| Agnósticos                                                   | 3521    | 0.08        |
| Não responderam                                              | 72914   | 1.59        |
| Total                                                        | 4588252 | 100         |